# An-Nawawi
An-Nawawi was een 13e-eeuwse soennitische geleerde. Hij stelde een verzameling op van 40 tradities (Kitaab al Arba'ien) die handelen over de soenna, dit wil zeggen de levenswijze, standpunten en gezegden van Profeet Mohammed.